# Diagramme de déploiement

Un exemple de diagramme de déploiement

En UML, un diagramme de déploiement est une vue statique qui sert à représenter l'utilisation de l'infrastructure physique par le système et la manière dont les composants du système sont répartis ainsi que leurs relations entre eux. Les éléments utilisés par un diagramme de déploiement sont principalement les nœuds, les composants, les associations et les artefacts. Les caractéristiques des ressources matérielles physiques et des supports de communication peuvent être précisées par stéréotype.

## Nœuds
Les nœuds (nodes), représentés par des cubes, sont des composants mécaniques de l'infrastructure tel un routeur, un ordinateur, un assistant personnel... Ceux-ci peuvent comprendre d'autres nœuds ou artefacts. Les nœuds internes indiquent l'environnement d'exécution plutôt que l'infrastructure physique.

## Composants
Les composants, représentés par des boites rectangulaires avec deux rectangles sortant du côté gauche, sont les différentes parties du système étudié.

## Connexions
Les connexions sont principalement de deux types : associations ou dépendances.

### Associations
Les associations, représentées par de simples lignes sont des liens de communication, s'établissent entre les différents composants du système.

### Dépendances
Les dépendances, représentées par des flèches vides, sont régies par les règles standard de l'UML 2.0.

## Artefacts
Dans ce contexte, un artefact est une manière de définir un fichier, un programme, une bibliothèque ou une base de données construite ou modifiée dans un projet. Ces artefacts mettent en œuvre des collections de composants qui sont consommées ou créées durant l'une des étapes du processus de déploiement.